# Volksalliantie - UDEUR
De Volksalliantie - UDEUR (Italiaans: Alleanza Popolare- UDEUR) is een Italiaanse christendemocratische partij. De partij wordt geleid door Clemente Mastella en is een centrumpartij. Ze heeft veel aanhang in het zuiden van Italië, vooral in Campania, waar Mastella vandaan komt. In het noorden van het land is de steun gering. De partij is erg op Europa gericht en maakt deel uit van de Europese Volkspartij (EVP). De afkorting UDEUR staat voor Unione Democratici per l'Europa (Unie van Democraten voor Europa).
Bij de Europese verkiezingen van 2004 behaalde 1,3% van de stemmen, genoeg voor een zetel voor haar leider. UDEUR was lid van L'Unione, een coalitie van linkse partijen, waar ook de Olijfboomcoalitie en La Margherita als sub-coalitie deel van uitmaken. Bij de parlementsverkiezingen in 2006 won de partij in de Kamer van Afgevaardigden 10 zetels, in de Senaat 3 zetels. Aangezien L'Unione een zeer kleine meerderheid had, was de Volksalliantie- UDEUR een belangrijke partner van de coalitie. Mocht de partij haar steun uit de coalitie halen, dan zou de coalitie geen meerderheid meer hebben in de Senaat.
Begin januari 2008 trad Clemente Mastella als minister van Justitie af nadat zijn vrouw Sandra Lonardo onder huisarrest was gezet vanwege beschuldigingen van corruptie. In eerste instantie beloofde hij de regering te blijven steunen, maar na een paar dagen kwam hij daarop terug. Met drie senatoren in de Italiaanse senaat, was deze partij noodzakelijk voor de centrumlinkse regering-Prodi om door te kunnen gaan, want hierdoor was de regering haar kleine meerderheid kwijtgeraakt. Toen Romano Prodi in de Senaat geen meerderheid meer en werd weggestemd, werd er geprobeerd een nieuwe regering te vormen, maar dat mislukte. Daardoor schreef president Giorgio Napolitano nieuwe verkiezingen uit in april. De Volksalliantie- UDEUR besloot zelfstandig mee te doen aan de verkiezingen, maar won geen zetel in het parlement.

## Uitslagen
| Jaar | parlement                       | %   | zetels |
| ---- | ------------------------------- | --- | ------ |
| 2001 | Kamer van Afgevaardigden Senaat | -   | 7 4    |
| 2006 | Kamer van Afgevaardigden Senaat | 1,4 | 10 3   |
| 2008 | Kamer van Afgevaardigden Senaat | -   | -      |

| Jaar | parlement          | %   | zetels |
| ---- | ------------------ | --- | ------ |
| 1999 | Europees Parlement | 1,6 | 1      |
| 2004 | Europees Parlement | 1,3 | 1      |